# Live Wood
| Recensione | Giudizio |
| ---------- | -------- |
| AllMusic   | [ 2 ]    |

Live Wood è il primo album live del cantante Paul Weller, pubblicato nel 1994 dalla Go! Discs, comprendente alcuni brani cantati nel suo tour del 1993-1994. In particolare sono tratti dai concerti al Royal Albert Hall del 22 novembre 1993, al Wolverhampton Civic Hall del 9 marzo 1994, ad Amsterdam 16 aprile e a Bruxelles il 17 aprile.

## Tracce
1. Bull Rush / Magic Bus – 5:41
2. This Is No Time – 6:04
3. All the Pictures on the Wall – 3:59
4. Remember How We Started / Dominoes – 3:58
5. Above The Clouds – 3:55
6. Wild Wood – 3:40
7. Shadow of the Sun – 10:22
8. (Can You Heal Us) Holy Man? / War – 4:34
9. 5th Season – 4:51
10. Into Tomorrow – 3:07
11. Foot of the Mountain – 6:04
12. Sunflower – 3:55
13. Has My Fire Really Gone Out? – 3:51

## Musicisti
- Paul Weller - voce, chitarra, pianoforte
- Steve White - batteria
- Yolanda Charles - basso elettrico
- Helen Turner - tastiera
- Steve Cradock - chitarra
- Clive Sparkman - tastiera
- Dodge Aspinell - batteria
- David Liddle - chitarra